# Ángel López-Silva
Ángel López-Silva es un actor mexicano de teatro, cine y televisión.

## Biografía
Nació en la Ciudad de México de ascendencia española. Se mudó a Londres de 2011 a 2014 para estudiar actuación en la Drama Centre London, y posteriormente a Francia para ingresar a la Ecole Philippe Gaulier en 2017. Posee doble nacionalidad con México y España. Radica en Madrid.

## Filmografía

### Televisión
- 2017: Narcos: México como Cartero.
- 2024: HIT como Ángel.
- 2024: Reina Roja como Agente Sanjuan.
- 2024: Bellas Artes como Visitante.
- 2025: Nine Bodies in a Mexican Morgue como Capitán Gabriel Vega.[4][5][6]

### Cine
- 2017: Disconnect (Corto) como Riccardo.
- 2018: Tigre de noche, arena de día como Pascual.
- 2024: La Piscina (Corto) como Mozo de piscina.